# Libythea celtoides
Libythea celtoides är en fjärilsart som beskrevs av Hans Fruhstorfer 1909. Libythea celtoides ingår i släktet Libythea och familjen praktfjärilar. Inga underarter finns listade i Catalogue of Life.